# Per Ulfsax
Per Lindormsson Ulfsax, död efter 1606 i Polen, var en svensk junkare och godsägare.

## Biografi
Per Ulfsax var son till Lindorm Ulfsax och Kerstin Gabrielsdotter. Han kallades junkare och var 1586 upptagen i registret över Sveriges adel. Ulfsax deltog vid riksdagen 1590 i Stockholm och skrev under beslutet, samt arvsföreningen. Han deltog i striderna mellan kung Sigismund och hertig Karl, på den föres sida och fick redan 1596 jämte sin familj svår förföljelse från hertigens sida. Ulfsax följde med kungen till Polen 1598, då alla hans gods, 180 gårdar drogs in till kronan och gavs bort 28 november 1606 till amiral Anund Hansson. Ulfsax avled efter 1606 i Polen.

### Egendom
Ulfsax ägde gårdarna Osaby i Tävelsås socken, Häringe, Trehörna södragård i Urshults socken, Tubbatorp i Örs socken, Skogsnäs i Linneryds socken med flera.

### Familj
Ulfsax var gift med Brita Nilsdotter (död 1603), dotter av hövitsmannen Nils Persson Silfversparre och Estrid Gustafsdotter Stiernbielke. De fick tillsammans barnen junkaren Lindorm Ulfsax (död 1638), kaptenen Gustaf Ulfsax, kornetten Nils Ulfsax (död 1648) och Kerstin Ulfsax som var gift med kaptenen William Man vid Kronobergs regemente.